# Меликука
Меликука̀ (на италиански: Melicuccà) е село и община в Южна Италия, провинция Реджо Калабрия, регион Калабрия. Разположено е на 273 m надморска височина. Населението на общината е 997 души (към 2012 г.).